# George Augustus Moore

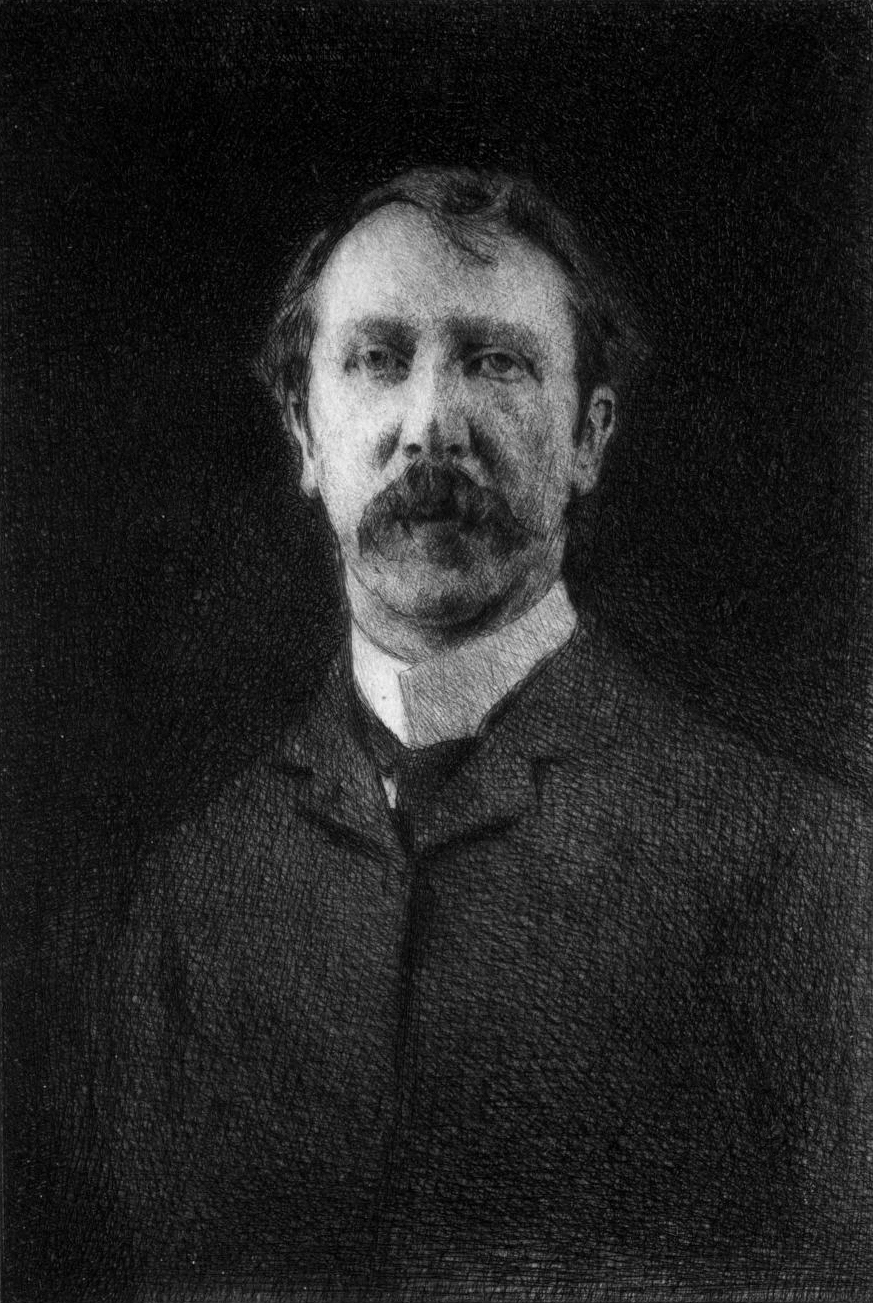
George Moore ca. 1888

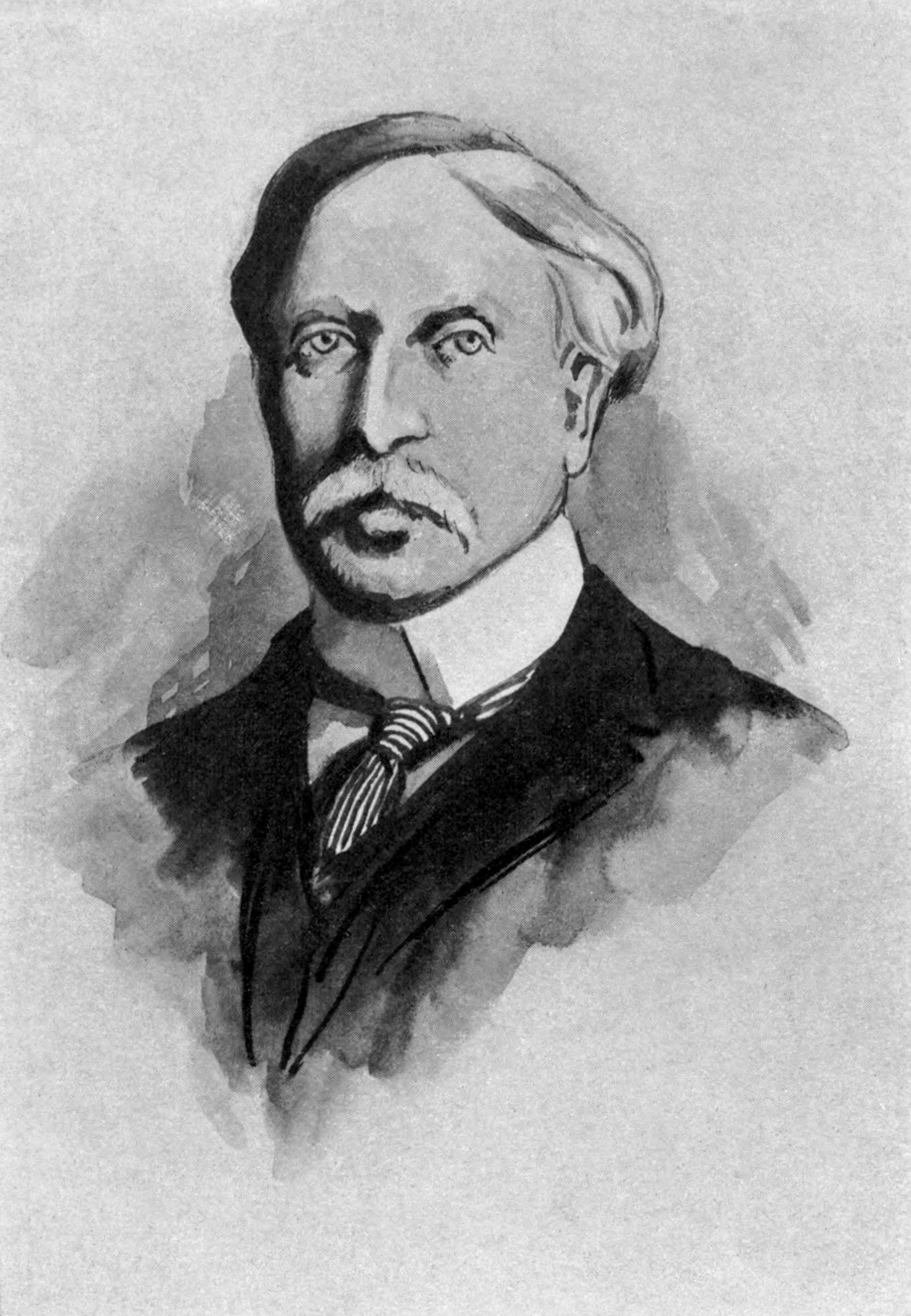
George Moore ca. 1920

George Augustus Moore (Moore Hall, Lough Carra, 24 februari 1852 – 21 januari 1933) was een Ierse, Engelsschrijvende romancier, dichter, dramaturg, memorialist en kunstcriticus. Hij stamde uit een rooms-katholieke landelijke familie die woonde op ;het landgoed Moore Hall in Carra, County Mayo. Aanvankelijk wilde hij schilder worden en ging in de jaren zeventig in Parijs studeren, waar hij bevriend werd met heel wat schilders.
Hij werd echter schrijver en begon aan romans in de realistische stijl van Émile Zola, wat hij als eerste in het Engels deed. Hij wordt hierdoor beschouwd als de eerste moderne Ierse romanschrijver.

## Jonge jaren
De familiale woning waar Moore geboren werd was gebouwd door zijn overgrootvader die rijk was geworden door een wijnhandel te leiden in Alicante. De vader van George, George Henry Moore, werd lid van het Britse Lagerhuis. De rijke grootgrondbezitter had een reputatie van goede landlord.
Als kind las Moore graag de romans van Walter Scott. Hij trok veel op met zijn broer Maurice en met de gebroeders Willie en Oscar Wilde. Hij werd intern in St. Mary's College, Oscott, bij Birmingham. Studeren werd bemoeilijkt door een zwakke gezondheid. In 1867 werd hij van school gestuurd voor 'idleness and general worthlessness'. Zijn vader dacht weinig goed over zijn vier zoons en schreef over de twee oudsten: "I fear those two redheaded boys are stupid", hetgeen later onjuist is gebleken.

## Londen en Parijs
In 1868 werd George’s vader George Henry Moore verkozen als parlementslid en verhuisde de familie naar Londen. George senior probeerde zijn zoon zonder succes een carrière in het leger te bezorgen. Voorheen had George het Royal College of Art in het Victoria and Albert Museum gevolgd maar ook hier waren zijn schoolresultaten niet goed. Toen George’s vader in 1870 overleed, had George nog steeds geen diploma. George erfde de familiale woning ter waarde van 3.596 pond. Hij gaf deze aan zijn broer Maurice in 1873 en verhuisde naar Parijs om kunst te studeren.
Na verscheidene pogingen vond hij een artiest, monsieur Julian, die hem als leerling in diens wilde nemen. Hij ontmoette er Lewis Weldon Hawkins die Moore's flatgenoot werd. Hij maakte er ook kennis met verschillende grote artiesten uit die tijd zoals Pissarro, Degas, Renoir, Monet, Daudet, Mallarmé, Toergenjev en vooral Zola, die van grote invloed zou zijn voor George’s latere werken.
Voor eigen rekening publiceerde hij een verzenbundel in 1877, onder de titel The Flowers of Passion, die zeer slecht werd onthaald door de kritiek, meer bepaald omwille van sommige gewaagde passages. Moore was in 1880 verplicht terug te keren naar Ierland om het familiedomein te beheren maar besloot de kunst te verlaten en zich in Londen te vestigen om zich te wijden aan een carrière als schrijver. In 1881 publiceerde hij daar zijn tweede poëziebundel Confessions of a Young Man, over zijn leven in Parijs.